# Ningaloo-kust

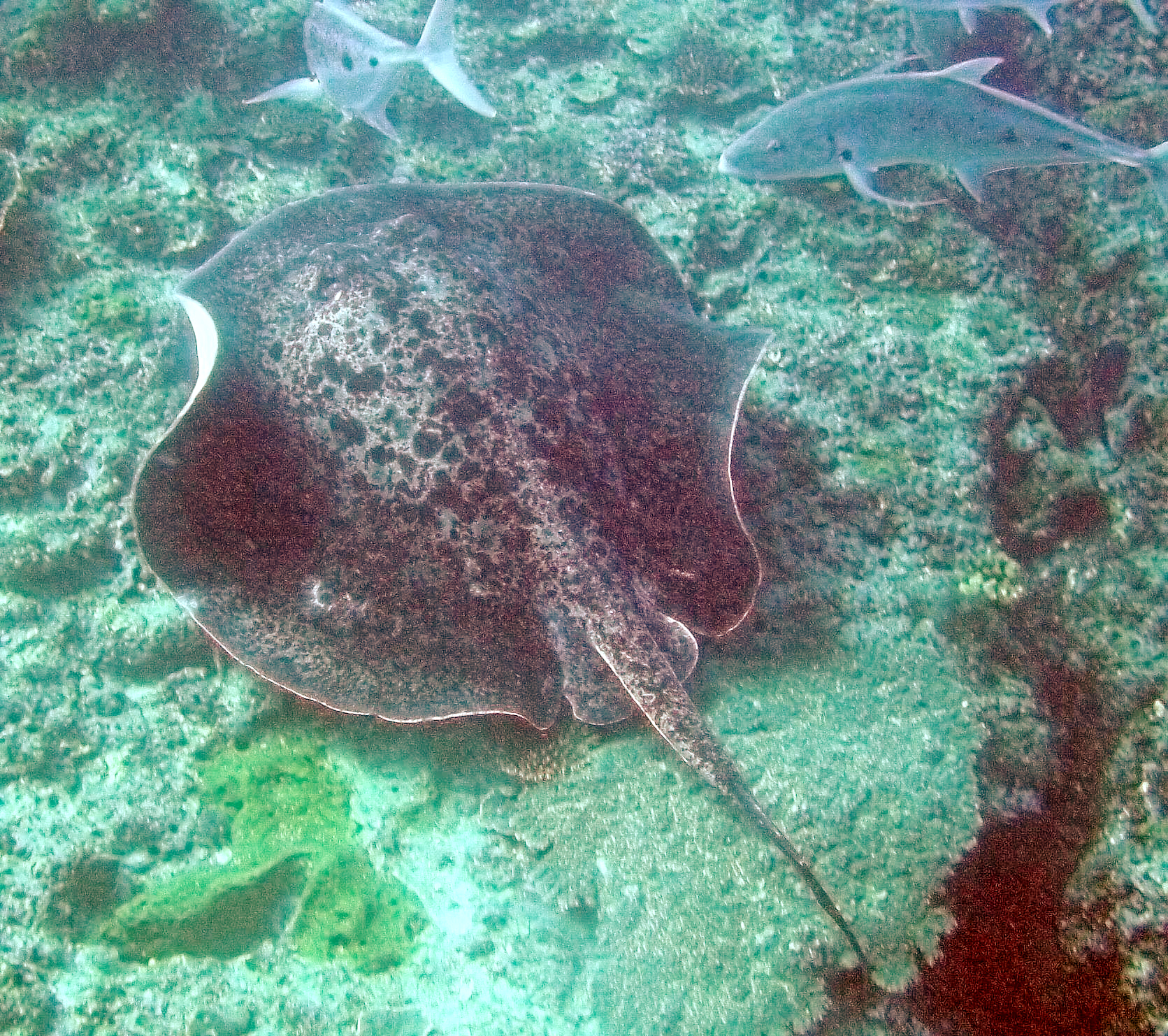
Pijlstaartrog aan het Ningaloorif

De Ningaloo-kust is de benaming voor een Australische kuststrook, met inbegrip van de kustlijn, het vlak voor de kust gelegen koraalrif en de omringende watermassa, dat in zijn geheel bij de 35e sessie van de Commissie voor het Werelderfgoed als beschermd gebied in juni 2011 werd toegevoegd aan de lijst van het werelderfgoed van de UNESCO.
Het Ningaloorif is een kustrif met een lengte van ongeveer 260 km, gelegen vlak aan de westkust van Australië, circa 1.200 km ten noorden van Perth, de hoofdplaats van West-Australië. Het is het enige rif van het kustriftype in Australië en het grootste nabij land gelegen rif. In 1987 werd het rif en het omliggende water al beschermd als het Ningaloo Marine Park. Dit strekt zich uit tussen de steden Exmouth en Coral Bay.
Het gebied dat als werelderfgoed werd afgebakend, heeft een oppervlakte van 705.015 ha. Naast het marine gedeelte behoort ook aan land een beschermd gebied met ondergrondse watermassa's, opgebouwd middels karsten, grotten en waterlopen. Zowel in het water als aan land leidt dit tot een collectie van unieke fauna en flora.

## Fauna
In het rif leven 300 soorten koraal en 500 soorten vissen. Er leven ook Indische zeekoeien, reuzenmanta's, dolfijnen en haaien. Tussen maart en juli doen enkele honderden walvishaaien het rif aan.
- Virtual International Authority File: 315531487

Groot Barrièrerif · Nationaal park Kakadu · Willandramerengebied · Tasmaanse wildernis · Lord Howe-archipel · Gondwanaregenwouden van Australië · Nationaal park Uluṟu–Kata Tjuṯa · Tropisch regenwoud van Queensland · Shark Bay · K'gari (Fraser Island) · Riversleigh/Naracoorte · Heard en McDonaldeilanden · Macquarie-eiland · Greater Blue Mountainsgebied · Nationaal park Purnululu · Royal Exhibition Building en Carlton Gardens · Sydney Opera House · Australische dwangarbeiderskolonies · Ningaloo-kust · Budj Bim-cultuurlandschap